# Miltochrista hachijoensis
Miltochrista hachijoensis là một loài bướm đêm thuộc phân họ Arctiinae, họ Erebidae.